# ロングヘアード・プエブロ・ドッグ
ロングヘアード・プエブロ・ドッグ（英：Long-haired Pueblo Dog）は、アメリカ合衆国原産のインディアン・ドッグ犬種のひとつである。

## 歴史
プエブロ族というネイティブアメリカンによって作出・飼育されていた、特別な民族専用の犬種である。古くから存在する犬種で、本種の最盛期である13世紀以前に作出されたといわれている。プレーンズ・インディアン・ドッグの毛の長いものを選択繁殖させ、よりコートを長く厚くするために改良して作られた犬種である。
プエブロ犬はプエブロ族の衣・食・住に深くかかわり、とても大切に扱われていた。主な使役は犬の品種の中では極めて珍しいもので、その長く厚いコートを刈り取ってつむぎ、糸にして洋服や帽子、布団のようなもの、シャツ、色つきのカツラや外套などを作るのに使うことである。このように使われる犬のことを通称でヘア・ドッグ（英；Hair Dog）といい、これをメインとして使うことを目的に作られた犬種は世界中でも十数種に満たない。プエブロ犬はこのようにコートを刈りとって使用する他、猟犬として獲物を狩ったり、ペットとして飼育されることもあった。又、時には神への生贄として奉げられたこともある。
常に大切にされてきた犬種であったが、大干ばつなどによる飢餓のため、1540年代には希少化した。更に原産地へイギリス人が羊をもたらしたことにより需要がほとんどなくなってしまった。プエブロ犬よりも羊のほうが明らかに毛量が多く、とても敵わなかったからである。その後、1600年代〜1610年代ごろにかけての時期に絶滅してしまった。
現在純血犬が生存しているかは明らかでないが、純血犬の存在は絶望視されている。しかし、その血を引く犬は現在もプエブロ族によって数頭飼育されており、その血が完全に絶えたわけではない。尚、本種の埋葬されたミイラが数点発掘されている。これらは儀式に使われた犬か飼い犬かはよくわかっていないが、純粋なプエブロ犬を知るための貴重な手がかりとして大切にされている。毛や皮膚などもしっかり残っているため、これをもとにクローン犬が作られる可能性も無いとはいえない。

## 特徴
その姿は原種であるプレーンズ・インディアン・ドッグによく似ているが、それよりもコートが厚く長い。羊毛状にウールしたコートはダブルコート構造で密度が高く、加えて肌触りが良いとされる。毛の最長部の長さは10cm程度であったことがミイラの調査により明らかとなった。コートは首や頭頂部、背中、臀部、尾のものが特に長い。毛色はベースがクリームかミルクで、頭頂部と背中に茶系の斑が入ったもの。このコートは防寒性が非常に高いが、熱さにはめっきり弱かった。体つきは引き締まっていて脚は長く、頭部の形は日本犬と同じスピッツタイプのものである。耳は立ち耳、尾はふさふさした垂れ尾。体の大きさはコリー犬と同じくらいであるとの記述から、体高60cm以上の大型犬並みのサイズであったと推測されている。性格は不詳である。